# Pieter Rijke
Petrus Leonardus Rijke (Guéldria, 11 de julho de 1812 — Leiden, 7 de abril de 1899) foi um físico neerlandês.

## Carreira acadêmica
Em 1835 foi nomeado professor de física no Royal Athenaeum em Maastricht. Em 1845 ele se tornou professor extraordinário e em 1854 foi promovido a professor titular de física na Universidade de Leiden.
Lá ele iniciou um laboratório de física com uma grande coleção de instrumentos científicos. Seus alunos mais importantes foram H.A. Lorentz e J.D. van der Waals. Ele se aposentou em 1882 e foi sucedido por Heike Kamerlingh Onnes como professor de física experimental na Universidade de Leiden.
Rijke tornou-se membro da Academia Real Holandesa de Artes e Ciências em 1863.

## Publicações
- 1831 P.L. Rijke. Responsio ad quaestionem mathematicam qua quaeritur: “Commentatio de projectione stereographica ejusqu usu in geographia et pahasbus defectus solaris delineandis. Leiden, Annal. Acad.

- 1832 P.L. Rijke. Praecipuae naturae leges, quae in Luminis diffractione observantur, earumque nexus cum aliis optices phaenomenis. Leiden, Annal. Acad.

- 1836 P.L. Rijke Specimen physicum inaugurale de orginen electricitatis Voltaicae. Leiden.

- 1845 P.L. Rijke. Oratio de meritis Petri Johannis Uyllenbroek. Universiteit Leiden.

- 1853 P.L. Rijke. Erklarung der verstarkung die das durch einen galvanischen Funken verursachte Gerausch erleidet, wenn der strom unter gewissen umstanden unterbrochen wird. Poggendorf Annal 84, 166-172.

- 1856 P.L. Rijke. Notiz uber die schlagweite des Ruhmkorff’schen apparat. Poggendorff Annal 97, 67-76.

- 1856 P.L. Rijke.Von der Electricitats-Erregung, welche man beobachtet wenn eine flussigkeit den spaharoidalen zustand verlasst. Poggendorf Annal 97, 500-508.

- 1858 P.L. Rijke. Ueber die extrastrome. Poggendorf Annal 102, 481-529.

- 1859 P.L. Rijke. On the vibration of the air in a tube open at both ends. Phil. Mag. 17. 419-422.

- 1859 P.L. Rijke. Ueber die schalgweite der electrischen batterie. Poggendorf Annal 106, 411-453.

- 1860 P.L. Rijke. Note on the inductive spark. Phil. Mag. 20. 441-446.

- 1861 P.L. Rijke. On the duration of a spark which accompanies the discharge of an electrical conductor. Phil. Mag. 21. 365-369.

- 1862 P.L. Rijke. Note on the inductive spark. Phil. Mag. 24. 249-262.

- 1874 P.L. Rijke. Over de drukking, waaronder het gas door gasbranders gevoerd moet worden. Amsterdam, Akad. Versl en Meded., 9, 1874 127-132.

- 1875 P.L. Rijke. Over den ijk van Gasmeters. Leiden.

- 1879 P.L. Rijke. Iets over den microphoon. Amsterdam, Akad. Versl en Meded., 14, 1879. 1-26.

- 1882 P.L. Rijke Bijdragen tot de geschiedenis van het gasonderzoek te Leiden. Leiden.

- ???? P.L. Rijke. Betrekking het drinkbaar maken van zeewater door den toestel van de heer Louis Roulet. Tijdschrift der Nederlandse maatschappij tot bevordering van der geneeskunde